# Pla del Mig
El Pla del Mig és una masia de Santa Eulàlia de Riuprimer (Osona) inclosa a l'Inventari del Patrimoni Arquitectònic de Catalunya.

## Descripció
Masia de planta rectangular coberta a dues vessants, amb un portal dovellat orientat a llevant. S'hi uneix un cos perpendicular cobert a una única vessant, del qual parteixen dos arcs de grosses dovelles construïts amb pedra rogenca que s'uneixen a un altre cos rectangular envoltat d'espieres i unit a la casa. Hi ha un portal que tanca la lliça i l'espai dels arcs.
És construïda amb pedra i es troba en un estat de total abandó. Al sector de migdia de la casa hi ha unes reixes de ferro molt interessants. Es troba deshabitada i serveix com a corral per als animals del mas veí, habitat i conegut pel Pla de Munt.

## Història
Aquesta casa forma part de l'antic grup de cases conegut pel Plademont i Pladevall, les quals es troben esmentades al fogatge de 1553 de la parròquia i terme de Santa Eulàlia de Riuprimer.
El Pla del mig, malgrat no estar registrada al fogatge, és l'única que queda dempeus i conserva alguns elements d'interès.
Fou ampliada i reformada als segles XVII i XVIII.
Les dades constructives indiquen que la finestra és de 1671, el portal de la lliça de 1792 i el cos lateral de tramuntana de 1771.